# 소수 집단
소수 집단(少數集團)이라는 용어는 문맥에 따라 다른 의미를 갖는다. 통상적인 사용법에 따르면, 단순히 사회에서 가장 적은 수의 개인을 가진 집단, 또는 인구의 절반 미만을 차지하는 집단으로 정의될 수 있다. 일반적으로 소수 집단은 다수결에 비해 무력화되어 있으며, 이러한 특성은 소수라는 용어의 다양한 적용으로 이어진다.
사회학, 경제학, 정치학적 관점에서 볼 때, 인구의 가장 적은 부분을 차지하는 인구 집단이라도 지배적인 권력을 행사한다면 반드시 "소수"로 분류되는 것은 아니다. 학문적 맥락에서 "소수"와 "다수"라는 용어는 위계적인 권력 구조의 관점에서 사용된다. 예를 들어, 아파르트헤이트 시기 남아프리카 공화국에서는 백인 유럽인들이 흑인 아프리카인들에 대해 사실상 모든 사회적, 경제적, 정치적 권력을 행사했다. 이러한 이유로, 흑인 아프리카인들은 남아프리카 공화국에서 백인 유럽인들보다 수가 많음에도 불구하고 "소수 집단"으로 분류된다. 이것이 학자들이 지배적인 사회 집단의 구성원들과 비교하여 상대적인 불이익을 경험하는 범주의 사람들을 지칭하기 위해 "소수 집단"이라는 용어를 더 자주 사용하는 이유이다. 이러한 모호성을 해결하기 위해 해리스 밀로니스는 "소수 집단" 대신 "비핵심 집단"이라는 용어를 제안했다. 이는 특정 국가의 지배적인 정치 엘리트가 동화되지 않은 민족 집단(언어적, 종교적, 신체적 또는 이념적 근거로)으로 인식하는 모든 개인 집단을 지칭하며, '소수'라는 용어는 거주 국가로부터 소수 권리를 부여받은 집단에만 한정하여 사용한다.
소수 집단 구성원은 일반적으로 다음과 같은 관찰 가능한 특성이나 관행의 차이를 기반으로 한다: 민족 (민족 소수자), 인종 (인종적 소수자), 종교 (종교적 소수자), 성적 지향 (성적 소수자), 또는 장애인. 상호교차성의 틀은 개인이 여러 소수 집단에 동시에 소속될 수 있다는 점을 인식하는 데 사용될 수 있다(예: 인종적 소수자이자 종교적 소수자). 마찬가지로, 개인은 어떤 특성에 있어서는 소수 집단에 속하지만, 다른 특성에 있어서는 지배적인 집단에 속할 수도 있다.
"소수 집단"이라는 용어는 종종 시민권과 집단권의 담론 내에서 발생하는데, 소수 집단의 구성원들은 그들이 살고 있는 국가와 사회에서 차별적인 대우를 받기 쉽기 때문이다. 소수 집단 구성원은 주거, 고용, 건강 관리, 교육 등 사회생활의 여러 영역에서 차별에 직면하는 경우가 많다. 차별은 개인이 저지를 수도 있지만, 권리와 기회가 모두에게 동등하게 접근 가능하지 않은 구조적 불평등을 통해서도 발생할 수 있다. 소수 권리를 지지하는 사람들은 종종 소수 집단을 차별로부터 보호하고, 소수 집단 구성원에게 지배적인 집단의 구성원과 동등한 사회적 지위와 법적 보호를 제공하기 위한 법률을 추구한다.

## 정의
파리 강화 회의 이전에는 "소수"라는 용어가 주로 민족, 국가, 언어 또는 종교 집단이 아닌 국회 내의 정치 정당을 지칭했다. 이러한 소수 정당은 다수(또는 다수당) 정치 집단에 비해 무력했다. 파리 회의는 소수 권리 개념을 만들어내고 이를 중요하게 부각시킨 것으로 평가받는다. 국제 연맹 소수자 위원회는 1919년에 소수를 "인종적, 종교적, 또는 언어적 소수에 속하는 국민"으로 정의했다. 국가의 경계를 신중하게 설정하고 비례대표제를 통해 소수 집단을 보호하는 것은 미래 전쟁의 원인을 방지하는 데 필수적인 것으로 간주되었다.

### 사회학적
루이스 워스는 소수 집단을 "물리적 또는 문화적 특성 때문에 그들이 살고 있는 사회 내에서 차별적이고 불평등한 대우를 받기 위해 다른 사람들로부터 격리되고, 따라서 스스로를 집단적 차별의 대상으로 여기는 사람들의 집단"이라고 정의했다. 이 정의는 객관적 및 주관적 기준을 모두 포함한다: 소수 집단의 구성원은 개인의 신체적 또는 행동적 특성을 기반으로 사회에 의해 객관적으로 귀속되며; 또한 집단 정체성 또는 연대의 기초로 자신들의 지위를 사용할 수 있는 구성원들에 의해 주관적으로 적용된다. 따라서 소수 집단 지위는 범주적이다: 주어진 소수 집단의 신체적 또는 행동적 특성을 보이는 개인은 그 집단의 지위를 부여받고 그 집단의 다른 구성원과 동일한 대우를 받는다.
조 피긴은 소수 집단이 다섯 가지 특성을 가지고 있다고 말한다: (1) 차별과 종속을 겪음, (2) 지배 집단에 의해 인정되지 않는 물리적 및 문화적 특성을 가지고 있으며 이로 인해 다른 집단과 구별됨, (3) 집단적 정체성과 공통의 부담에 대한 공유된 인식을 가짐, (4) 누가 소수에 속하고 누가 속하지 않는지를 결정하는 사회적으로 공유된 규칙이 있음, (5) 집단 내에서 결혼하는 경향이 있음.

#### 비판
"소수"라는 단어의 사용에는 논란이 있는데, 이는 일반적인 용법과 학문적인 용법이 다르기 때문이다. 일반적인 용법은 통계적 소수를 의미하지만, 학자들은 집단 간의 인구 규모 차이보다는 집단 간의 권력 차이를 언급한다.
위의 비판은 사회에서 수적으로 소수가 아님에도 불구하고 많은 수의 사람들을 포함하는 집단이 소수로 간주될 수 있다는 생각에 기반한다.
일부 사회학자들은 "소수/다수"라는 개념을 비판하며, 이러한 언어가 변화하거나 불안정한 문화적 정체성뿐만 아니라 국경을 넘나드는 문화적 소속감을 배제하거나 무시한다고 주장한다. 따라서, 역사적으로 소외된 집단(HEG)이라는 용어는 역사적 억압과 지배의 역할을 강조하고, 이것이 사회 생활의 다양한 영역에서 특정 집단의 대표성 부족으로 이어지는 방식을 강조하기 위해 유사하게 사용된다.

### 정치적
국가적 소수자라는 용어는 국제 및 국내 정치에서 소수 집단을 논의하는 데 자주 사용된다. 모든 국가에는 어느 정도의 인종적, 민족적, 또는 언어적 다양성이 존재한다. 또한 소수자는 이민자, 원주민 또는 토지 없는 유목 공동체일 수도 있다. 이로 인해 언어, 문화, 신념, 관행의 차이가 생겨 일부 집단은 지배 집단과 구별된다. 이러한 차이는 일반적으로 부정적으로 인식되기 때문에 소수 집단 구성원들의 사회적, 정치적 권력 상실로 이어진다.
국제법에는 국가적 소수자에 대한 법적 정의가 없지만, 소수 집단의 보호는 유엔의 국가 또는 민족, 종교 및 언어적 소수자에 속하는 사람들의 권리 선언에 명시되어 있다. 국제형법은 여러 가지 방법으로 인종적 또는 민족적 소수자의 권리를 보호할 수 있다. 자결권은 핵심적인 문제이다. 유럽 평의회는 유럽 지방 언어·소수 언어 헌장과 국가 소수자 보호를 위한 기본 협약에서 소수자 권리를 규정한다.
일부 지역에서는 아파르트헤이트 시대 남아프리카 공화국의 흑인처럼 종속적인 민족 집단이 수적으로 다수를 구성할 수도 있다. 예를 들어, 미국에서는 비히스패닉계 백인이 다수(58.4%)를 구성하고 다른 모든 인종 및 민족 집단(중앙 및 남아메리카인, 아프리카계 미국인, 아시아계 미국인, 미국 원주민, 하와이인)은 "소수자"로 분류된다. 비히스패닉계 백인 인구가 50% 미만으로 떨어지면 이 집단은 다수가 아닌 최다수를 차지하게 될 것이다.

## 예시

### 인종 및 민족 소수자
인종적 소수자는 때때로 유색인종 또는 비백인과 동의어로 사용되기도 하며, 인종을 기반으로 차별받는 소수 집단이다. 정의는 문화마다 다르지만, 현대 인종차별은 주로 대항해시대 동안 유럽 국가들이 식민지화된 국가들을 유사 과학적 표현형 집단으로 분류하려 하면서 발전한 유럽 및 미국의 인종 분류에 기반을 두고 있다. 미국의 시스템에서 백인성은 혼혈 개인을 자동으로 그들의 종속 인종으로 분류하는 계층 구조의 최상위에 있다.
때로는 인종차별 정책이 의사과학적 인종 정의를 명시적으로 법제화하기도 했다. 예를 들어, 미국의 한방울 규칙과 혈통 양 규정, 남아프리카 공화국의 아파르트헤이트, 나치 독일의 뉘른베르크 인종법이 있다. 다른 경우에는 인종이 자기 식별의 문제였고, 데 팍토 인종차별 정책이 시행되었다. 정부 정책 외에도 인종차별은 사회적 편견과 차별로 지속될 수 있다.
또한 일반적으로 민족성을 통해 식별되는 사회 집단도 있다. 인종과 마찬가지로 민족성은 대체로 유전적으로 결정된다. 그러나 입양, 문화 동화, 개종, 언어 교체와 같은 요인에도 영향을 받을 수 있다. 인종과 민족성은 종종 겹치기 때문에 많은 민족 소수자들은 인종적 소수자이기도 하다. 그러나 항상 그런 것은 아니며, 일부 사람들은 유대인, 롬인, 사미인과 같이 백인으로 분류되면서도 민족 소수자인 경우도 있다. 일부 경우, 그들의 민족 정체성은 집단 간 및 집단 내 식별 모두에서 그들의 백인성을 부정하는 것으로 여겨져 왔다.
영국과 같은 일부 국가에서는 인종 대신 민족성으로 사람들을 분류하는 것을 선호한다. 민족성은 "오랜 기간 공유된 문화적 경험, 종교적 관습, 전통, 조상, 언어, 방언 또는 국가적 기원"이 혼합된 것을 포함한다. 영국은 백인 영국인을 제외한 모든 사람을 민족 소수자로 간주하며, 아일랜드 백인과 같은 다른 백인 유럽인들도 포함한다(북아일랜드 제외).

### 국가적 소수자
국가적 소수자는 특정 국가 내에서 민족성, 언어, 문화, 종교 면에서 다수 및 지배적인 인구와 다른 사회 집단이지만, 소수 사회 집단이 유래한 특정 영토와도 밀접한 관련이 있는 경향이 있다.

### 비자발적 소수자
"카스트 같은 소수자"라고도 알려진 비자발적 소수자는 원래 자신의 의지에 반하여 어떤 사회로 유입된 사람들을 지칭하는 용어이다. 예를 들어, 미국에서는 미국 원주민, 하와이인, 푸에르토리코인, 아프리카계 미국인, 그리고 1800년대의 원주민 히스패닉 등이 이에 해당한다.

### 자발적 소수자
이민자들은 대개 본국보다 경제적, 교육적, 정치적으로 더 나은 미래를 기대하며 새로운 국가에서 소수자의 지위를 얻는다. 성공에 대한 집중 때문에 자발적 소수자들은 다른 이주 소수자들보다 학업 성적이 더 좋을 가능성이 높다. 매우 다른 문화와 언어에 적응하는 것은 새로운 국가에서의 삶의 초기 단계에서 어려움을 야기한다. 자발적 이민자들은 비자발적 소수자들만큼 분열된 정체성을 경험하지 않으며, 교육적 야망 때문에 사회적 자본이 풍부한 경우가 많다. 미국의 주요 이민자 집단으로는 멕시코인, 중앙 및 남아메리카인, 쿠바인, 아프리카인, 동아시아인, 남아시아인 등이 있다.

### 성별 및 성적 소수자

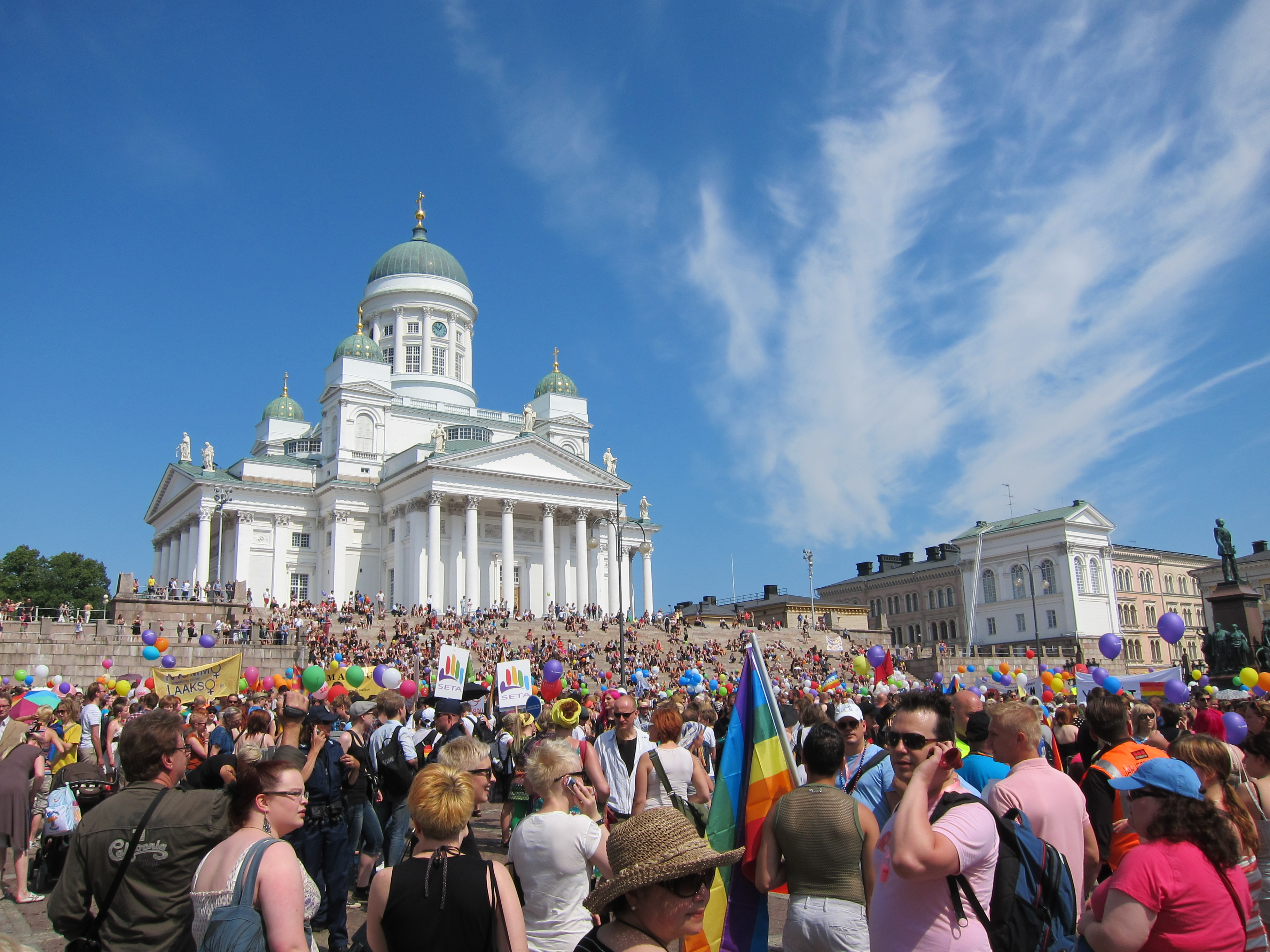
프라이드 행사는 성적 소수자를 위해 매년 전 세계에서 개최된다. 사진은 2011년 헬싱키 프라이드 퍼레이드가 시작되기 직전 원로원 광장, 헬싱키에 모인 사람들이다.

성적 소수자라는 용어는 성적 행동을 하는 다양한 개인들을 지칭하기 위해 공중 보건 연구자들에 의해 자주 사용된다. 여기에는 성소수자 우산에 속하지 않는 사람들, 예를 들어 남성과 성관계를 하지만 자신을 게이로 식별하지 않는 남성들도 포함된다. 또한, 성별 소수자라는 용어는 성별이 다양한 사람들의 여러 유형을 포함할 수 있다. 예를 들어 간성인, 트랜스젠더 또는 논바이너리 개인들을 지칭한다. 그러나 성적 및 성별 소수자라는 용어는 개인의 정체성이라기보다는 임상적 범주를 나타내기 때문에 성소수자들은 선호하지 않는 경우가 많다.
레즈비언, 게이, 양성애자, 트랜스젠더, 그리고 퀴어 (LGBTQ+) 사람들은 인류 역사 전반에 걸쳐 존재해왔지만, 그들은 수적으로나 사회적으로 소수에 해당한다. 그들은 LGBTQ+ 구성원으로서 많은 사회적 불평등을 경험한다. 많은 서방 국가들에서 성소수자 인권 운동은 성소수자들을 소수 집단 구성원으로 인정하게 되었다. 이러한 불평등에는 사회적 차별과 고립, 의료, 고용, 주택에 대한 불평등한 접근, 그리고 이러한 경험으로 인한 부정적인 정신적 및 신체적 건강 결과가 포함된다.

### 장애인
영국에서 1998년 영국 인권법이 제정되기 전, 장애인에 대한 처우에 대한 인식이 높아지기 시작했다. 많은 사람들이 장애인들이 기본적인 인권을 박탈당하고 있다고 믿기 시작했다. 이 법은 당국이 학습 장애가 있는 사람들을 타인의 행동(예: 해악 또는 방치)으로부터 보호하지 않을 경우, 기소될 수 있다는 조항을 포함했다.
장애인 인권 운동은 장애인을 단순히 장애로 인해 불이익을 받는 사람이 아니라, 사회에 의해 불이익을 받는 소수자 또는 소수자 연합으로 이해하는 데 기여했다. 장애인 인권 옹호자들은 열등성보다는 신체적 또는 심리적 기능의 차이를 강조한다. 예를 들어, 일부 자폐인들은 인종 차별에 반대하는 사람들이 민족 다양성을 받아들이는 것처럼 신경다양성의 수용을 주장한다. 청각 장애 공동체는 종종 장애인 집단이라기보다는 언어적, 문화적 소수자로 간주되며, 일부 청각 장애인들은 자신을 전혀 장애인으로 보지 않는다. 오히려 그들은 지배적인 집단을 위해 설계된 기술과 사회 제도로 인해 불이익을 받는다. (참조: 장애인의 권리에 관한 협약)

### 종교적 소수자
종교적 소수자에 속하는 사람들은 다수자가 믿는 신앙과 다른 신앙을 가지고 있다. 세계 대부분의 국가에는 종교적 소수자가 존재한다. 서방 세계에서는 사람들이 종교를 자유롭게 선택할 수 있어야 하며, 여기에는 한 종교에서 다른 종교로 개종할 권리 또는 어떤 종교도 갖지 않을 권리(무신론 및 불가지론)가 포함된다는 것이 이제 널리 받아들여지고 있다. 그러나 많은 국가에서는 이러한 자유가 제한된다. 이집트에서는 새로운 신분증 시스템에서 모든 시민이 자신의 종교를 명시하도록 요구하며, 선택지는 이슬람교, 기독교, 유대교뿐이다. (이집트 신분증 논란 참조)

### 불이익 집단으로서의 여성
대부분의 사회에서 남성과 여성의 성비는 대략 같다. 여성은 소수자로 간주되지 않지만, 종속 집단으로서 여성의 지위는 많은 사회과학자들이 여성을 불이익 집단으로 언급하게 만들었다. 여성의 법적 권리와 지위는 국가마다 크게 다르지만, 여성은 다양한 사회에서 남성에 비해 사회적 불평등을 경험하는 경우가 많다. 특히 개발도상국에서는 여성이 교육 기회와 남성과 동일한 기회에 대한 접근이 거부되는 경우가 있다.

## 법과 정부
일부 국가의 정치에서 "소수자"는 법률에 의해 인정되며 명시된 권리를 가진 민족 집단이다. 예를 들어, 법적으로 인정된 소수언어 사용자는 모국어로 교육을 받거나 정부와 소통할 권리를 가질 수 있다. 소수자를 위한 특별 조항이 있는 국가로는 캐나다, 중화인민공화국, 에티오피아, 독일, 인도, 네덜란드, 폴란드, 루마니아, 러시아, 크로아티아, 그리고 영국이 있다.
한 국가 내의 다양한 소수 집단은 종종 동등한 대우를 받지 못한다. 일부 집단은 너무 작거나 불분명하여 소수자 보호를 받지 못한다. 예를 들어, 특정 소수 민족 집단의 구성원은 다른 배경의 체크리스트에서 "기타"를 선택해야 할 수도 있으며, 따라서 더 명확하게 정의된 집단의 구성원보다 적은 특권을 받을 수 있다.
많은 현대 정부는 그들이 통치하는 사람들이 민족에 기반한 별개의 국적이 아닌, 모두 같은 국적에 속한다고 가정하는 것을 선호한다. 미국은 공식 인구 조사 양식에 인종 및 민족을 묻는데, 이는 인구를 주로 민족이 아닌 인종을 기준으로 하위 그룹으로 나누고 조직한다. 스페인은 자국민을 민족 집단이나 국가적 소수자로 나누지 않지만, 공식적으로 소수언어 개념을 유지하고 있으며, 이는 국가 소수자 보호를 위한 기본 협약에 따라 국가적 소수자를 결정하는 기준 중 하나이다.
특히 중요하거나 강력한 소수자들은 포괄적인 보호와 정치적 대표성을 얻는다. 예를 들어, 이전 유고슬라비아 공화국인 보스니아 헤르체고비나는 수적으로 다수를 구성하지 않는 세 개의 구성 민족을 인정한다(보스니아 헤르체고비나의 민족 참조). 그러나 롬인과 유대인과 같은 다른 소수자들은 공식적으로 "외국인"으로 분류되며 이러한 보호 조치 중 상당수에서 배제된다. 예를 들어, 그들은 대통령직을 포함한 정치적 직위에서 배제될 수 있다.
소수 집단과 그들의 특권 인정에 대한 논쟁이 있다. 한 견해는 소수 집단에 대한 특별 권리의 적용이 유럽의 국민 국가 모델에 기반하지 않은 아프리카나 라틴 아메리카의 신생 국가와 같은 일부 국가에 해를 끼칠 수 있다고 주장한다. 이는 소수자 인정이 국가 정체성 확립을 방해할 수 있기 때문이다. 또한 소수자의 주류 사회 통합을 방해하여 분리주의나 우월주의로 이어질 수도 있다. 캐나다에서는 일부 사람들이 지배적인 영어 사용 다수자가 프랑스계 캐나다인을 통합하지 못한 것이 퀘벡 분리주의를 촉발시켰다고 생각한다.
다른 이들은 소수자들이 소외되지 않도록 특정 보호가 필요하다고 주장한다. 예를 들어, 언어적 소수자들이 학교 시스템에 완전히 통합되고 사회에서 동등하게 경쟁하기 위해서는 두 언어 병용 교육이 필요할 수 있다. 이러한 관점에서 소수자들을 위한 권리는 국가 건설 프로젝트를 강화하는데, 소수자 구성원들이 자신들의 이익이 잘 보장된다고 여기고, 기꺼이 국가의 정당성과 그 안에서의 통합(동화가 아닌)을 받아들이기 때문이다.

## 같이 보기
- 지배적 소수
- 무형문화유산
- 소수 언어
- 소수 종교
- 사회적 배제
- 사회 계층